# Piłka ręczna na Igrzyskach Panamerykańskich 2019 – kwalifikacje
Kwalifikacje do turnieju piłki ręcznej na Igrzyskach Panamerykańskich 2019 miały na celu wyłonienie męskich i żeńskich reprezentacji narodowych w piłce ręcznej, które wystąpiły w finałach tego turnieju.
System kwalifikacji przewidywał dla każdej z płci awans dla gospodarza, finalistów bądź medalistów regionalnych igrzysk, zwycięzcy dwumeczu w Ameryce Północnej oraz triumfatora turnieju ostatniej szansy.

## Zakwalifikowane zespoły
| Kwalifikacja                               | Data                       | Miejsce         | Miejsca | Mężczyźni                   | Kobiety                         |
| ------------------------------------------ | -------------------------- | --------------- | ------- | --------------------------- | ------------------------------- |
| Gospodarz                                  | –                          | –               | 1       | - Peru                      | - Peru                          |
| Igrzyska Ameryki Południowej 2018          | 27 maja – 6 czerwca 2018   | Sacaba          | 2       | - Brazylia - Argentyna      | - Brazylia - Argentyna          |
| Igrzyska Ameryki Środkowej i Karaibów 2018 | 20 lipca – 1 sierpnia 2018 | Barranquilla    | 3       | - Kuba - Portoryko - Meksyk | - Dominikana - Portoryko - Kuba |
| Dwumecz USA–Kanada                         | 2–5 września 2018          | Auburn Montreal | 1       | - Stany Zjednoczone         | - Stany Zjednoczone             |
| Turniej eliminacyjny                       | 26–28 marca 2019           | Meksyk          | 1       | –                           | - Kanada                        |
| Turniej eliminacyjny                       | 11–13 kwietnia 2019        | Santiago        | 1       | - Chile                     | –                               |

## Kwalifikacje

### Igrzyska Ameryki Południowej 2018
Bezpośredni awans do turnieju głównego uzyskiwali finaliści zawodów, kolejna otrzymała natomiast szansę gry w dodatkowym turnieju kwalifikacyjnym. W obu turniejach końcowa kolejność na podium była identyczna – triumfowały reprezentacje Brazylii przed Argentyną i Chile.

### Igrzyska Ameryki Środkowej i Karaibów 2014
Bezpośredni awans do turnieju głównego uzyskiwały trzy najlepsze drużyny tych zawodów, dwie kolejne drużyny otrzymały natomiast szansę gry w dodatkowym turnieju kwalifikacyjnym. W turnieju męskim triumfowała reprezentacja Kuby, pozostałe miejsca na podium zajęli Portorykańczycy i Meksykanie, zaś w zawodach żeńskich najlepsze okazały się Dominikanki, podium uzupełniły natomiast Portorykanki i Kubanki.

### Dwumecz USA–Kanada
Pierwsze mecze odbyły się 2 września 2018 roku w Auburn, rewanże zaś trzy dni później w Montrealu. Awans na igrzyska panamerykańskie uzyskały obie reprezentacje USA.
Mężczyźni
| 2 września 201817:00 | Stany Zjednoczone | 36:24(18:14) | Kanada | Beard–Eaves–Memorial Coliseum, Auburn |
| 2 września 201817:00 |                   | 36:24(18:14) |        | Beard–Eaves–Memorial Coliseum, Auburn |

| 5 września 201821:00 | Kanada | 27:27 | Stany Zjednoczone | Complexe sportif Claude-Robillard, Montreal |
| 5 września 201821:00 |        | 27:27 |                   | Complexe sportif Claude-Robillard, Montreal |

Kobiety
| 2 września 201815:00 | Stany Zjednoczone | 22:20(12:11) | Kanada | Beard–Eaves–Memorial Coliseum, Auburn |
| 2 września 201815:00 |                   | 22:20(12:11) |        | Beard–Eaves–Memorial Coliseum, Auburn |

| 5 września 201819:00 | Kanada | 16:26(6:14) | Stany Zjednoczone | Complexe sportif Claude-Robillard, Montreal |
| 5 września 201819:00 |        | 16:26(6:14) |                   | Complexe sportif Claude-Robillard, Montreal |

### Turniej eliminacyjny kobiet
Turniej został zaplanowany do rozegrania w czterozespołowej obsadzie w dniach 26–28 marca 2019 roku w stolicy Meksyku. Na czele tabeli znalazła się Kanada, lecz jedynie dzięki lepszemu bilansowi zdobytych i straconych bramek w meczach z pozostałymi dwiema drużynami z takim samym dorobkiem punktowym.
| Kwalifikacja                               | Miejsca | Zespół               |
| ------------------------------------------ | ------- | -------------------- |
| Igrzyska Ameryki Południowej 2018          | 1       | - Chile              |
| Igrzyska Ameryki Środkowej i Karaibów 2018 | 2       | - Gwatemala - Meksyk |
| Dwumecz USA–Kanada                         | 1       | - Kanada             |

| 26 marca 201917:00 | Chile | 30:22(15:10) | Gwatemala | Meksyk |
| 26 marca 201917:00 |       | 30:22(15:10) |           | Meksyk |

| 26 marca 201919:00 | Meksyk | 29:26(15:11) | Kanada | Meksyk |
| 26 marca 201919:00 |        | 29:26(15:11) |        | Meksyk |

| 27 marca 201917:00 | Kanada | 22:16(10:10) | Chile | Meksyk |
| 27 marca 201917:00 |        | 22:16(10:10) |       | Meksyk |

| 27 marca 201919:00 | Meksyk | 41:12(20:6) | Gwatemala | Meksyk |
| 27 marca 201919:00 |        | 41:12(20:6) |           | Meksyk |

| 28 marca 201917:00 | Kanada | 26:17(13:6) | Gwatemala | Meksyk |
| 28 marca 201917:00 |        | 26:17(13:6) |           | Meksyk |

| 28 marca 201919:00 | Chile | 29:27(13:12) | Meksyk | Meksyk |
| 28 marca 201919:00 |       | 29:27(13:12) |        | Meksyk |

### Turniej eliminacyjny mężczyzn
Turniej został zaplanowany do rozegrania w czterozespołowej obsadzie w dniach 11–13 kwietnia 2019 roku w stolicy Chile, wycofała się jednak reprezentacja Kanady, a następnie Dominikana, zatem pozostałe dwie drużyny rywalizowały w dwumeczu w dniach 12–13 kwietnia. W obu meczach wysokie zwycięstwa odnieśli gospodarze.
| Kwalifikacja                               | Miejsca | Zespół                  |
| ------------------------------------------ | ------- | ----------------------- |
| Igrzyska Ameryki Południowej 2018          | 1       | - Chile                 |
| Igrzyska Ameryki Środkowej i Karaibów 2018 | 2       | - Dominikana - Kolumbia |
| Dwumecz USA–Kanada                         | 1       | - Kanada                |

| 12 kwietnia 2019 | Chile | 36:26(20:12) | Kolumbia | Polideportivo Estadio Nacional, Santiago |
| 12 kwietnia 2019 |       | 36:26(20:12) |          | Polideportivo Estadio Nacional, Santiago |

| 13 kwietnia 2019 | Kolumbia | 23:40 | Chile | Polideportivo Estadio Nacional, Santiago |
| 13 kwietnia 2019 |          | 23:40 |       | Polideportivo Estadio Nacional, Santiago |